# Stein von Rosette

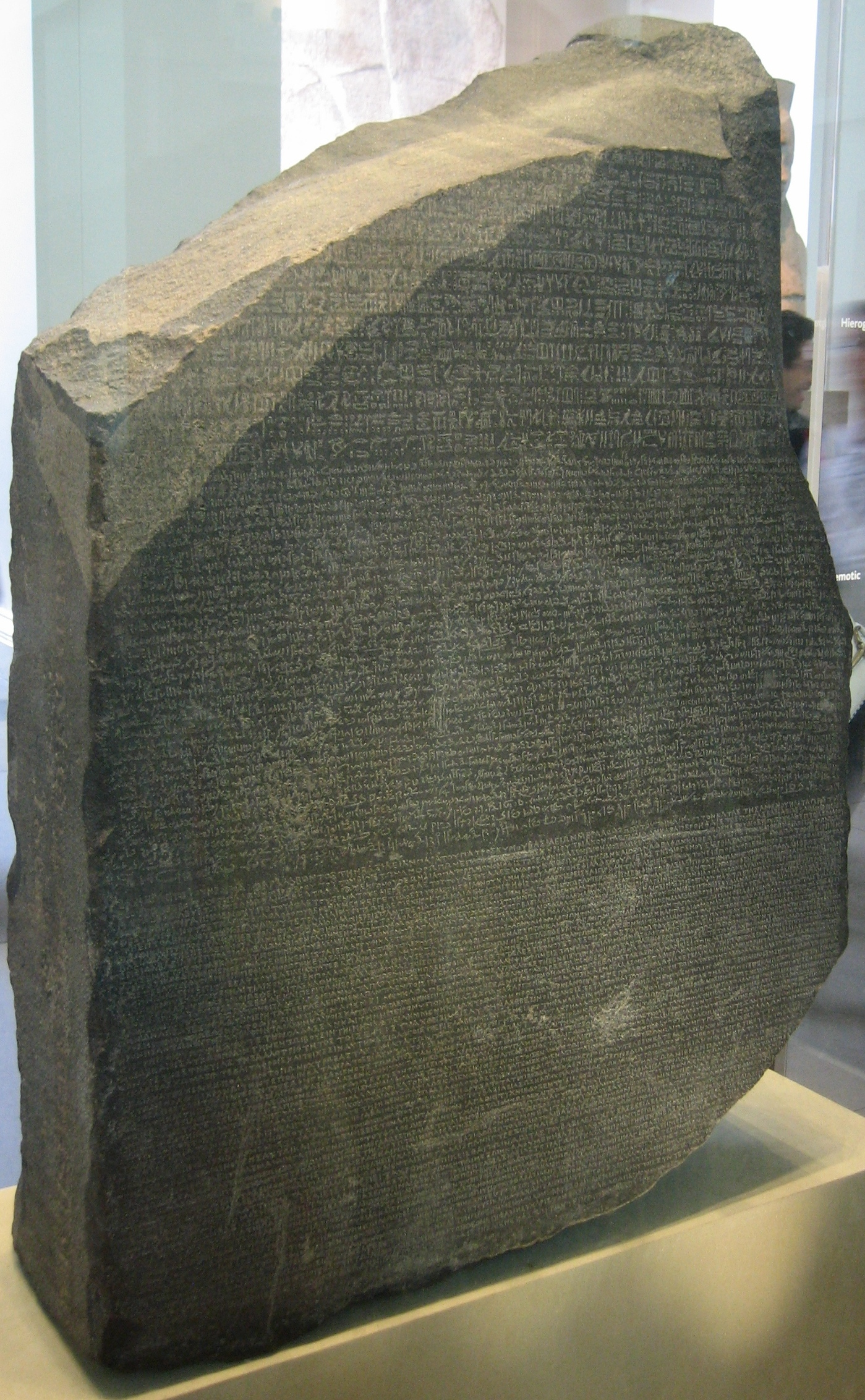
Der Stein von Rosette im British Museum. Entlang des oberen linken Randes zieht sich ein heller Streifen, der von einer Erzader verursacht wird.

Der Stein von Rosette oder Stein von Rosetta, auch kurz Rosetta-Stein (arabisch حجر رشيد, DMG Ḥaǧar Rašīd, französisch pierre de Rosette, englisch Rosetta Stone) ist das Fragment einer Stele aus Memphis (Ägypten) aus Granodiorit und enthält ein mehrsprachiges Synodaldekret von 196 v. Chr. aus der Zeit der altgriechisch-makedonisch-ptolemäischen Dynastie, erstellt im Auftrag des Königs Ptolemaios V. Epiphanes, eines Nachfolgers von Alexander dem Großen. Der Stein von Rosette war entscheidend für die Entschlüsselung der ägyptischen Hieroglyphen.
Im oberen Teil befindet sich eine Inschrift in ägyptischen Hieroglyphen – damals noch als Sakralschrift von ägyptischen Gelehrten genutzt. Für den Text in der Mitte wird die ägyptische Gebrauchsschrift Demotisch für die altägyptische Sprache benutzt. Im unteren Teil findet sich eine Übersetzung in das in der Verwaltung gebräuchliche Altgriechisch.
Der Stein wurde während der hellenistischen Zeit gemeißelt und war vermutlich in einem Tempel ausgestellt, möglicherweise in der königlichen Hauptstadt Sais, dann in der Spätantike oder während der Mamlukenzeit verlegt und diente als Material beim Bau von Fort Jullien, jetzt Fort Rashid in der Nähe der Stadt Rosette im Nildelta. Er fiel im Juli 1799 einem Soldaten unter dem französischen Offizier Pierre-François Bouchard während des napoleonischen Feldzugs in Ägypten auf und war der erste zweisprachige altägyptische Text, der in der Neuzeit entdeckt wurde. Die Gipsabgüsse kursierten bald in europäischen Museen und unter Gelehrten. Nachdem die Briten die Franzosen besiegt hatten, wurde der Stein 1801 von Alexandria nach London gebracht. Er ist seit 1802 im British Museum in London das meistbesuchte Objekt.
1803 wurde die erste vollständige Übersetzung des griechischen Textes veröffentlicht. Jean-François Champollion kündigte 1822 in Paris die Transliteration der ägyptischen Schriften an. Fortschritte bei der Dekodierung waren die Erkenntnis, dass der Stein drei Versionen desselben Textes bot; dass der demotische Text phonetische Zeichen verwendete, um ausländische Namen zu buchstabieren (1802); dass der hieroglyphische Text dies ebenfalls tat und Ähnlichkeiten mit dem Demotischen (1814) aufwies; dass phonetische Zeichen auch verwendet wurden, um einheimische ägyptische Wörter zu buchstabieren (1822–1824).
Später wurden drei weitere fragmentarische Kopien desselben Dekrets entdeckt, und es wurden weitere ähnliche ägyptische zwei- oder dreisprachige Inschriften bekannt, darunter drei frühere Synodaldekrete: das Dekret von Alexandria aus dem Jahr 243 v. Chr., das Kanopus-Dekret im Jahr 238 v. Chr. und das Memphis-Dekret von Ptolemaios IV., ca. 218 v. Chr. Der Rosetta-Stein ist nicht einzigartig, doch war er ein Schlüssel und der Begriff „Rosetta-Stein“ wird verwendet, um auf einen wesentlichen Hinweis bei Entschlüsselungen zu verweisen.

## Zustand und Inschrift

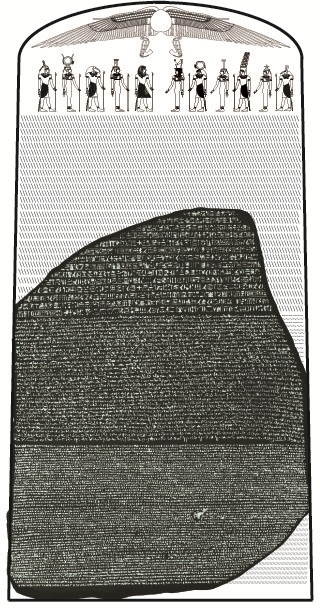
Mögliches Aussehen der kompletten Stele

Der Stein ist 112,3 cm hoch, 75,7 cm breit, 28,4 cm tief und wiegt 762 kg. Nachforschungen am Fundort in der Nähe der ägyptischen Stadt Rosette im Nildelta östlich von Alexandria waren erfolglos, der Ursprung ist unbekannt.
Die Texte haben Lücken:
- Vom oberen Text (Hieroglyphen) fehlen rund zwei Drittel, nur die letzten 14 Zeilen sind unvollständig erhalten. Alle 14 Zeilen sind am rechten Rand beschädigt und 12 Zeilen zusätzlich auf der linken Seite.
- Der mittlere Bereich (demotische Schrift) ist am besten erhalten. Von den 32 Zeilen sind die oberen 14 am rechten Rand leicht beschädigt.
- Vom unteren Text (Altgriechisch) fehlt rechts ein Eckstück. Daher sind von den 54 Zeilen nur 27 vollständig lesbar.

Unmittelbar nach der Entdeckung im Jahr 1799 fertigten die französischen Forscher in Ägypten zahlreiche Kopien der Inschriften an. Sie färbten den dunkelgrauen Stein unter anderem mit Druckerschwärze ein und erhielten so spiegelverkehrte Abzüge auf Papier. Dadurch wurde die steinerne Oberfläche mit immer neuen dunklen Farbschichten überdeckt. Als der nun schwarze Stein Anfang des 19. Jahrhunderts im Britischen Museum der Öffentlichkeit zugänglich war, wurde die Oberfläche mit Carnaubawachs versiegelt, um sie vor den Händen der neugierigen Besucher zu schützen. Durch unzählige Berührungen kamen weitere Ablagerungen hinzu. 1981 wurde schließlich weiße Farbe auf die Schriftzeichen aufgetragen, um sie besser lesbar zu machen.
Bei der Vorbereitung einer großen Ausstellung im Jahr 1999 wurde entschieden, den Stein zu restaurieren und alle Schutz- und Farbschichten abzutragen. Seither ist wieder die originale dunkelgraue Farbe zu sehen. Vorübergehend ließ man einen kleinen quadratischen Bereich in der unteren linken Ecke mit dem verdunkelten Wachs und der weißen Füllung unrestauriert. Bei der Ausstellung im Jahr 1999 stand der Stein erstmals seit der Antike wieder aufrecht, zuvor war er liegend präsentiert worden. Im Jahr 2004 wurde auch die untere linke Ecke in den originalen Zustand versetzt. Anschließend wurde der Stein an seinem heutigen Standort im Museum hinter Glas aufgestellt. Um eine „glasfreie“ Betrachtung zu ermöglichen – und dem Bedürfnis der Besucher, die Inschriften zu befühlen, entgegenzukommen – wurde in unmittelbarer Nähe eine Replik des Steins offen aufgestellt.

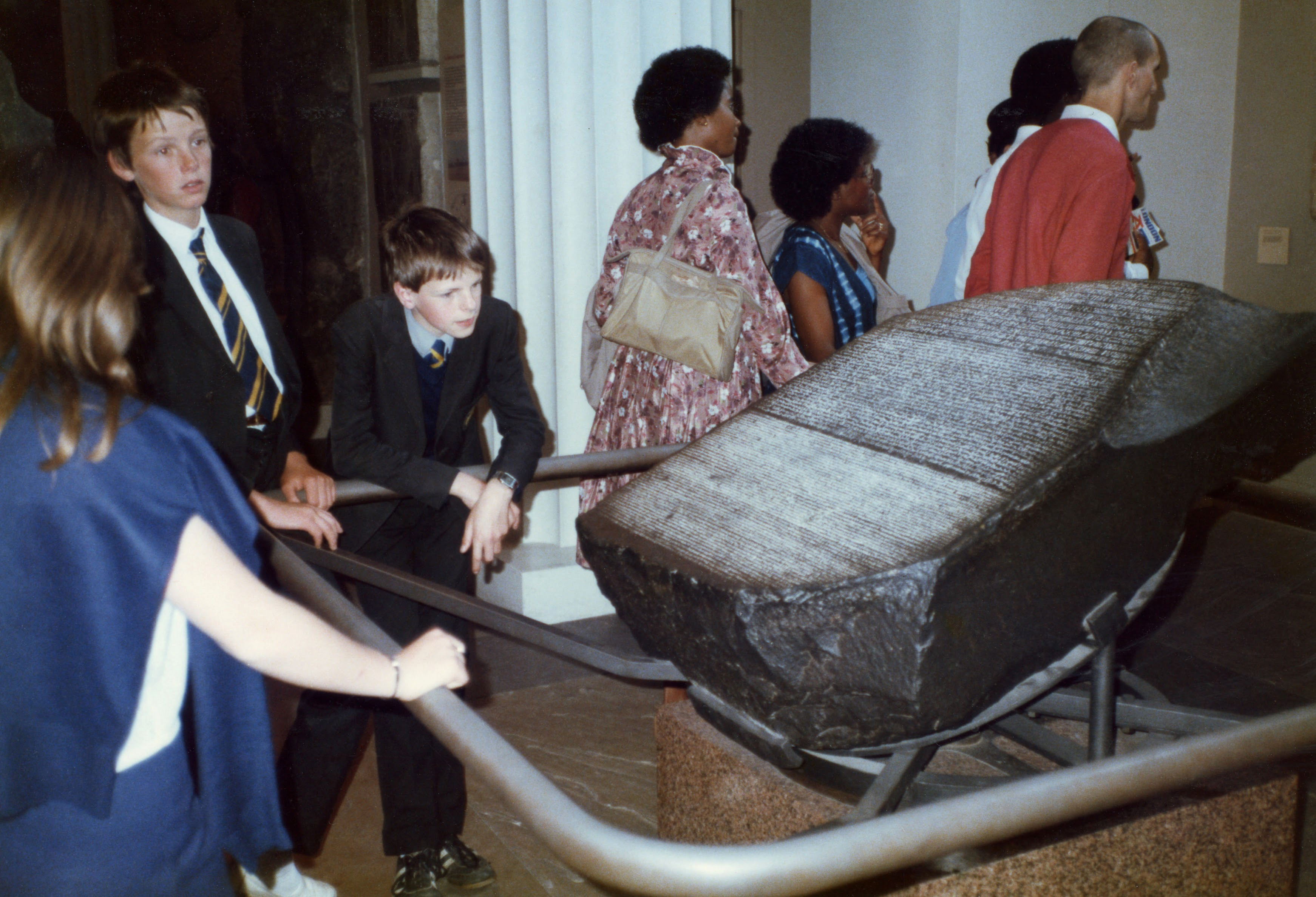
Der Stein von Rosette im British Museum, 1985
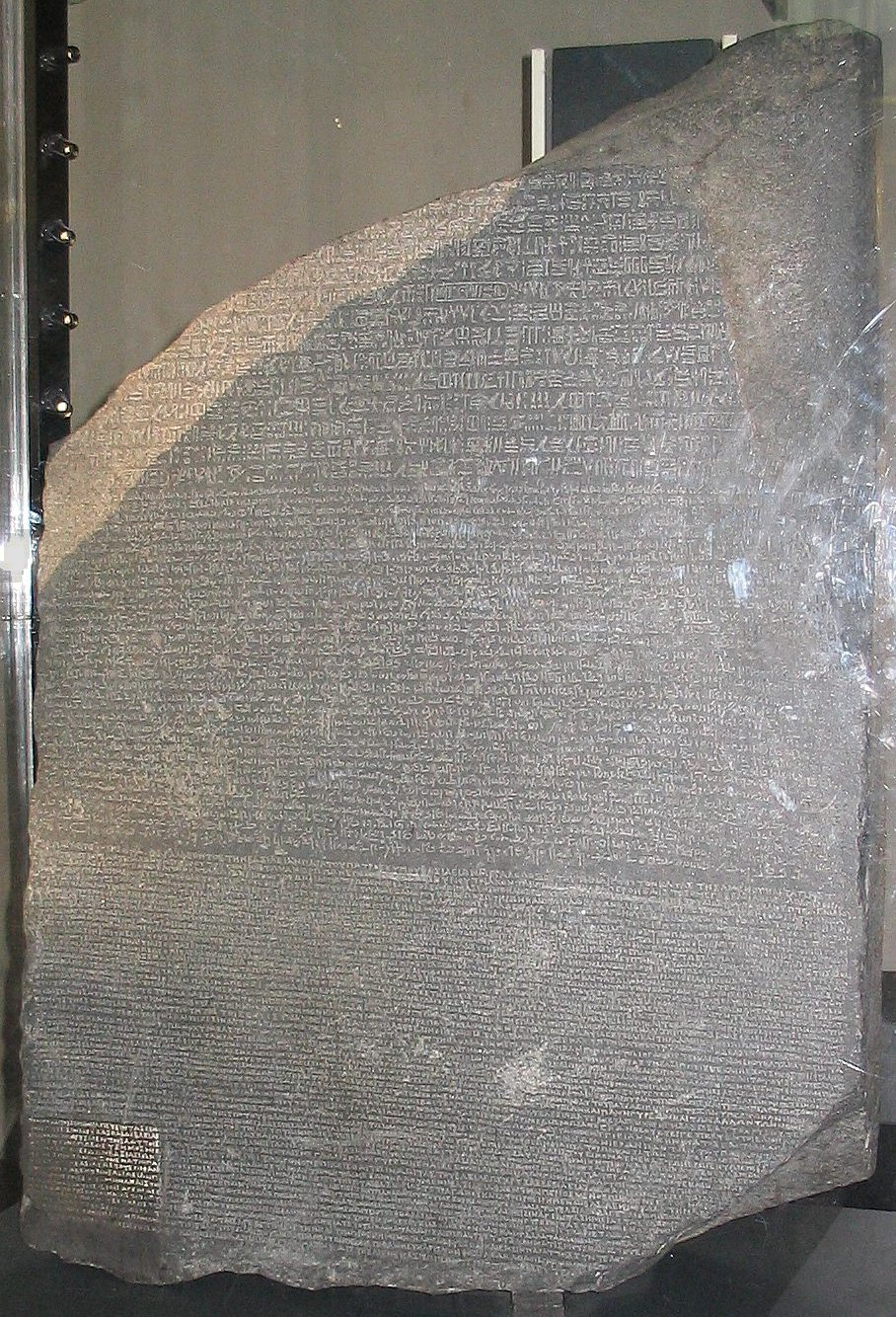
Zustand von 1999 bis 2004. Links unten: der damals nicht entfernte Teil der ehemaligen Schutzschicht.

## Entdeckung

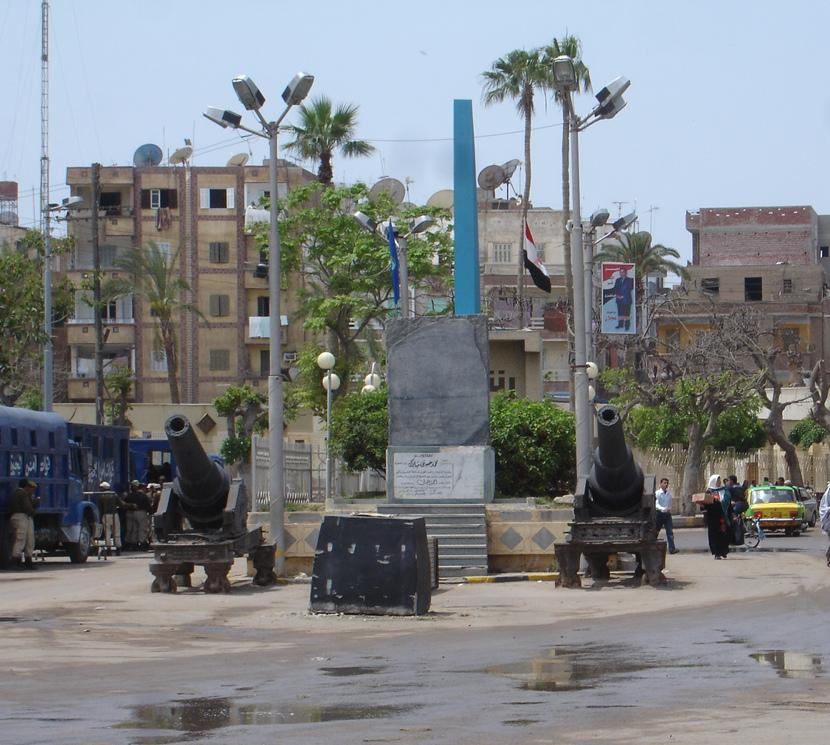
Denkmal für den Stein von Rosette nahe dem Fundort, Rashid

Während der ägyptischen Expedition Napoleons wurde der Stein am 15. Juli 1799 von einem französischen Offizier namens Pierre François Xavier Bouchard bei Rašīd (Rosette) im Nildelta gefunden. Über die Umstände, unter denen Bouchard den Stein fand, existieren zwei Versionen: Eine besagt, dass sein Pferd über den Stein von Rosette gestolpert sei, weil er halb aus dem Boden ragte. Laut der zweiten Version habe Bouchard den Stein beim Abbruch eines alten Walls der dortigen Festung vorgefunden. Nach Einschätzung des British Museums sind die Angaben zur Steinentdeckung jedoch insgesamt zu vage. Es geht aber laut allgemeiner Akzeptanz davon aus, dass der Stein zufällig von irgendwelchen Soldaten der Napoleonischen Armee gefunden wurde.
Der General Jacques-François Menou nahm ihn zunächst in sein Haus nach Alexandria. Von Wissenschaftlern, die Napoleon auf seinem Feldzug begleiteten, wurde der Stein eingehend untersucht. In der Sitzung des Institut d’Égypte am 23. August 1800 (5. Fructidor VIII nach dem damals üblichen Französischen Revolutionskalender) gab Charles Dugua einen ausführlichen Bericht über die Entdeckung des Steins sowie über die Art und Weise, in der Kopien der Inschriften angefertigt wurden. Im Oktober 1800 veröffentlichte die Zeitschrift L'esprit des journaux, francais et etrangers einen von Dugua eingereichten Artikel, in dem es unter anderem hieß:

« Ce bloc n‘arriva au Caire qu'après le départ du général Bonaparte, & fut déposé à l’Institut par mon ordre. La découverte en est due au C. Bouchard, lieutenant du génie […]. Si les inscriptions qui le couvrent se traduisent mutuellement, elles seront une de nos découvertes les plus précieuses par les secours qu'elles fourniront pour trouver l'alphabet hyérogliphique, & peut-être celui de l'écriture cursive des anciens Egyptiens. »

„Dieser Block traf erst nach der Abreise von General Bonaparte in Kairo ein und wurde im Institut auf meinen Befehl deponiert. Die Entdeckung verdanken wir C. Bouchard, Leutnant der Genietruppe […]. Wenn die den Block bedeckenden Inschriften sich wechselseitig übersetzen lassen, werden sie eine unserer wertvollsten Entdeckungen sein, da sie uns bei der Suche nach dem Hieroglyphen-Alphabet und vielleicht auch bei der Kursivschrift der alten Ägypter helfen werden.“

Nach der Kapitulation von Alexandria am 30. August 1801 wurde der Stein vom britischen Militär beschlagnahmt. Im folgenden Jahr wurde er erstmals im British Museum in London ausgestellt, wo er sich noch heute befindet. Auf den Schmalseiten der Stele informierten zwei weiße, mittlerweile verblasste Inschriften über den Beutecharakter des Objektes: »Captured in Egypt by the British Army in 1801« und »Presented by King George III«.

## Übersetzung der ägyptischen Schrift
Der Stein enthält dreimal den gleichen, relativ langen Text, und die griechische Version ist gut lesbar. Deswegen bot der Stein – ähnlich wie später auch andere Bilinguen – einen Schlüssel zur Entzifferung der ägyptischen Schriften.

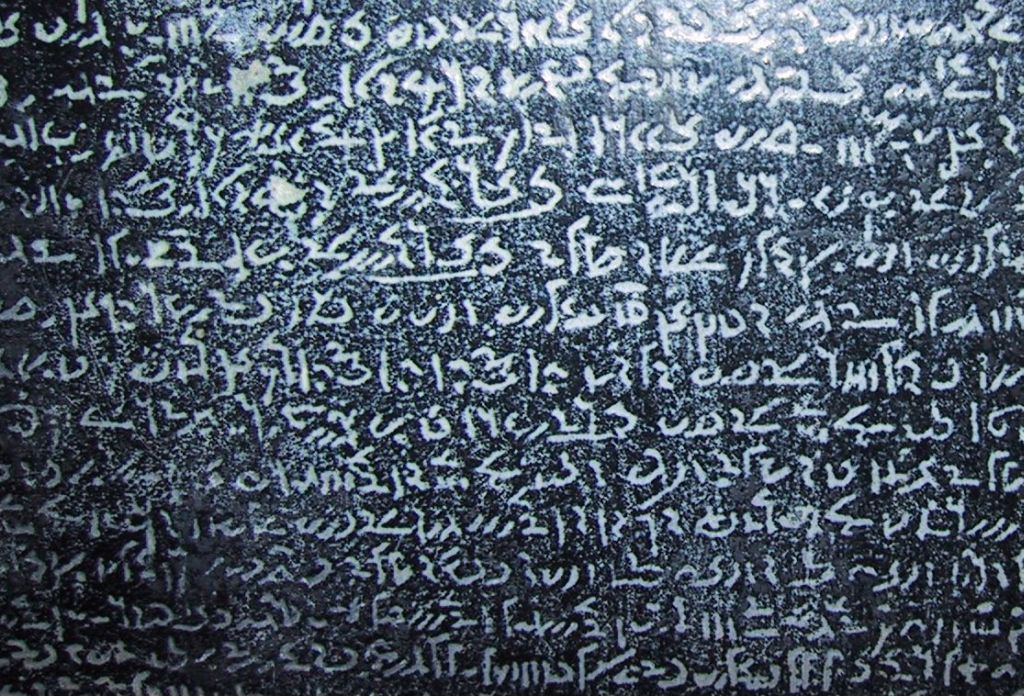
Demotische Schrift
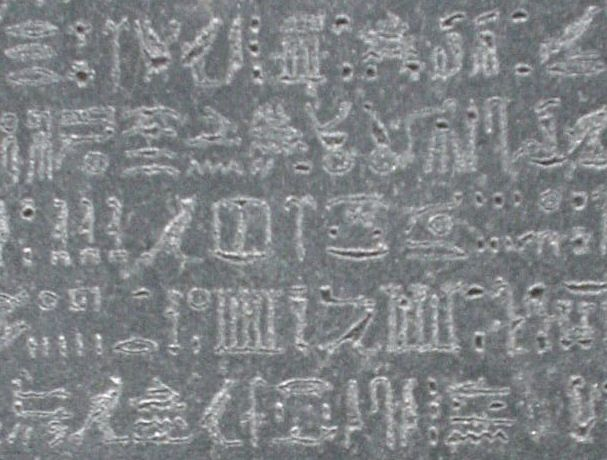
Hieroglyphenschrift

### Jean-François Champollion

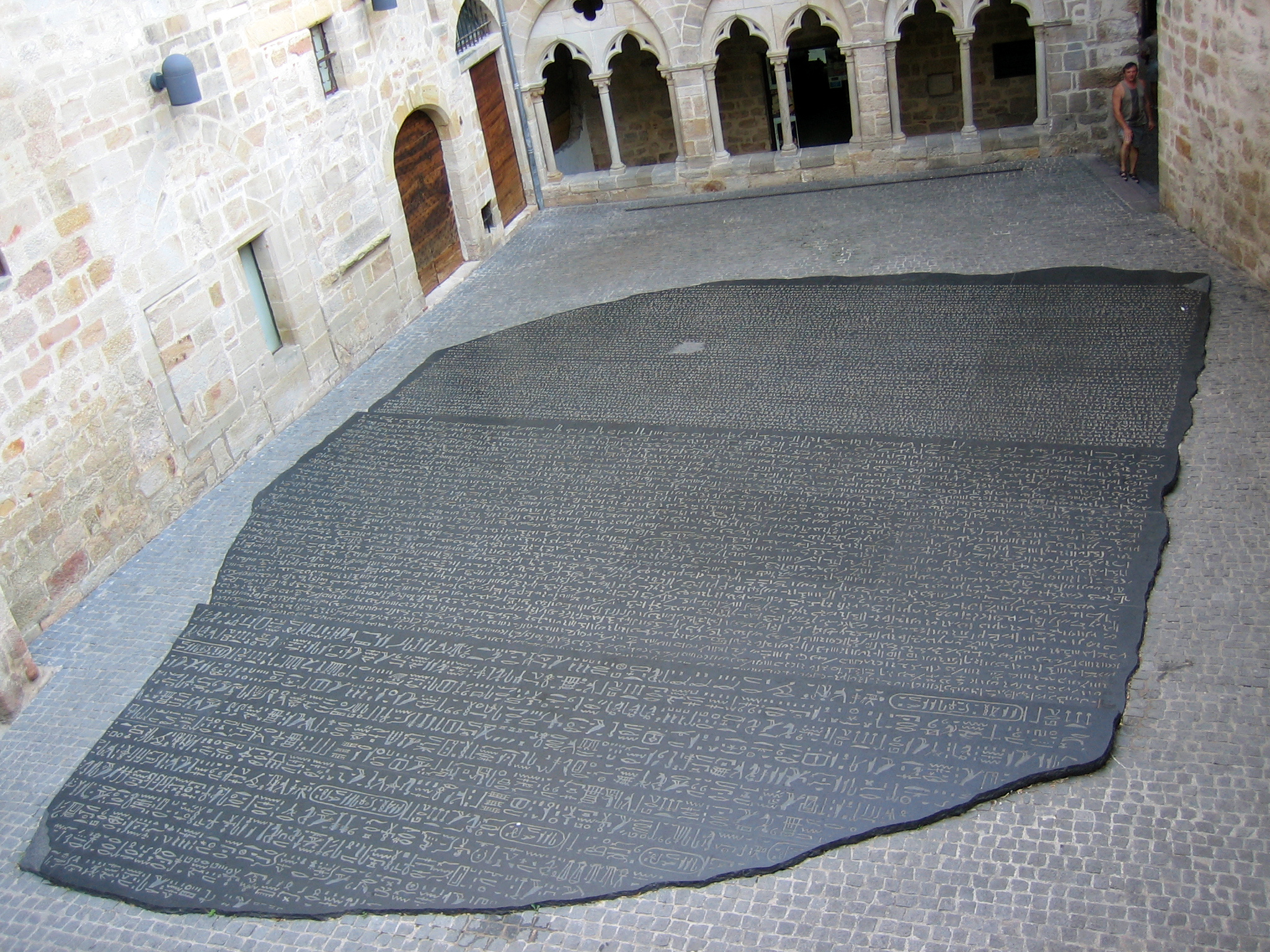
Place des Écritures in Figeac

Jean-François Champollion gelang 1822 anhand des Steines und anderer Quellen die Entzifferung der demotischen Schrift sowie die Entschlüsselung der hieratischen Schrift und der Hieroglyphen. Er konnte jedoch nicht am Original, sondern nur an einer Abschrift des Steines arbeiten. In Erinnerung daran wurde vom Bildhauer Joseph Kosuth in Champollions französischer Geburtsstadt Figeac auf der Place des Écritures („Platz der Schriften“) eine stark vergrößerte Nachbildung des Steins von Rosette geschaffen.
Nach der Veröffentlichung seiner Entdeckung gelang die Entzifferung weiterer Hieroglyphen relativ schnell. Dadurch wurde es Archäologen möglich, viele weitere ägyptische Hieroglyphen-Inschriften zu entziffern. Der Stein von Rosette war einer der Auslöser der modernen Ägyptologie.

### Andere Forscher

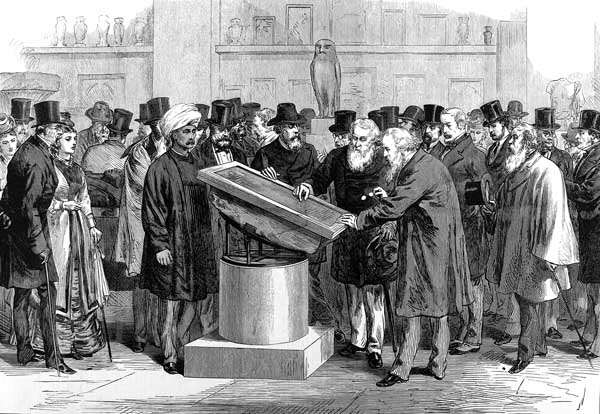
Experten betrachten den Stein von Rosette

Champollion war nicht der Einzige, der sich mit dem Stein von Rosette beschäftigte. Einige Forscher hatten zuvor gewissermaßen die Grundlagen für Champollions Arbeit gelegt:
- Silvestre de Sacy versuchte anhand des Steins von Rosette, den demotischen Text durch einen graphischen Vergleich mit dem griechischen Teil zu deuten.
- Dem Schweden Johan David Åkerblad gelang es 1802, die demotischen Namen zu lesen, womit er die Arbeit Sacys fortsetzte.
- Thomas Young beschäftigte sich ein Jahr lang mit dem Stein von Rosette. Bis zu seinem Lebensende behauptete er, die Hieroglyphen entziffert zu haben, und lehnte gleichzeitig die Forschungsergebnisse von Champollion ab. Er entzifferte im demotischen und hieroglyphischen Teil Königsnamen und Begriffe, die mehrfach im Text vorkamen. Dabei gelang es ihm jedoch nicht, die komplexe Grammatik der altägyptischen Schrift zu verstehen.

## Inhalt

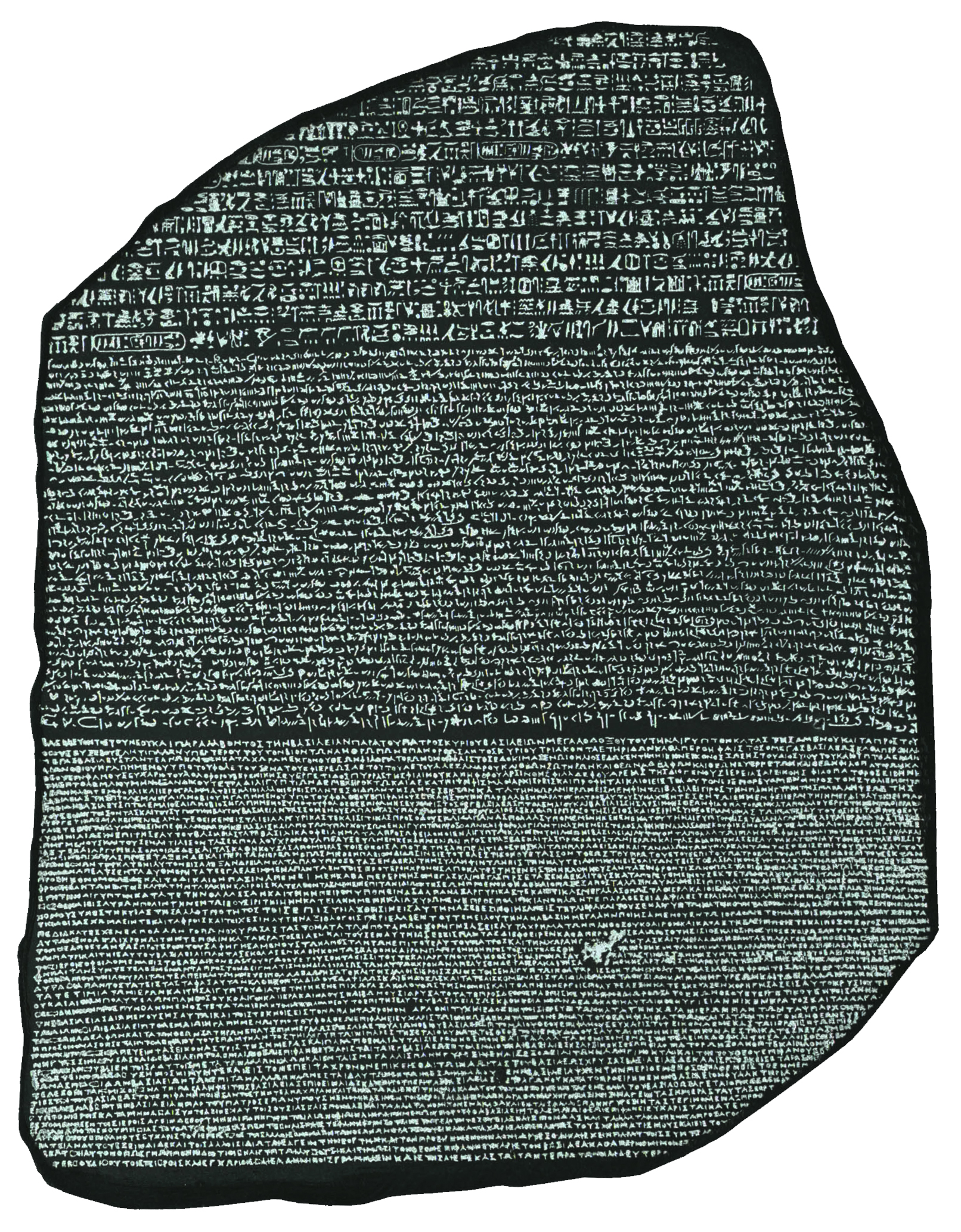
Der Stein von Rosette:
oben Hieroglyphen (14 Zeilen),
in der Mitte Demotisch (32 Zeilen),
unten Altgriechisch (54 Zeilen). Schwarz-weiß wie vor der Restaurierung 1999, zusätzlich Darstellung mit stärkerem Kontrast.

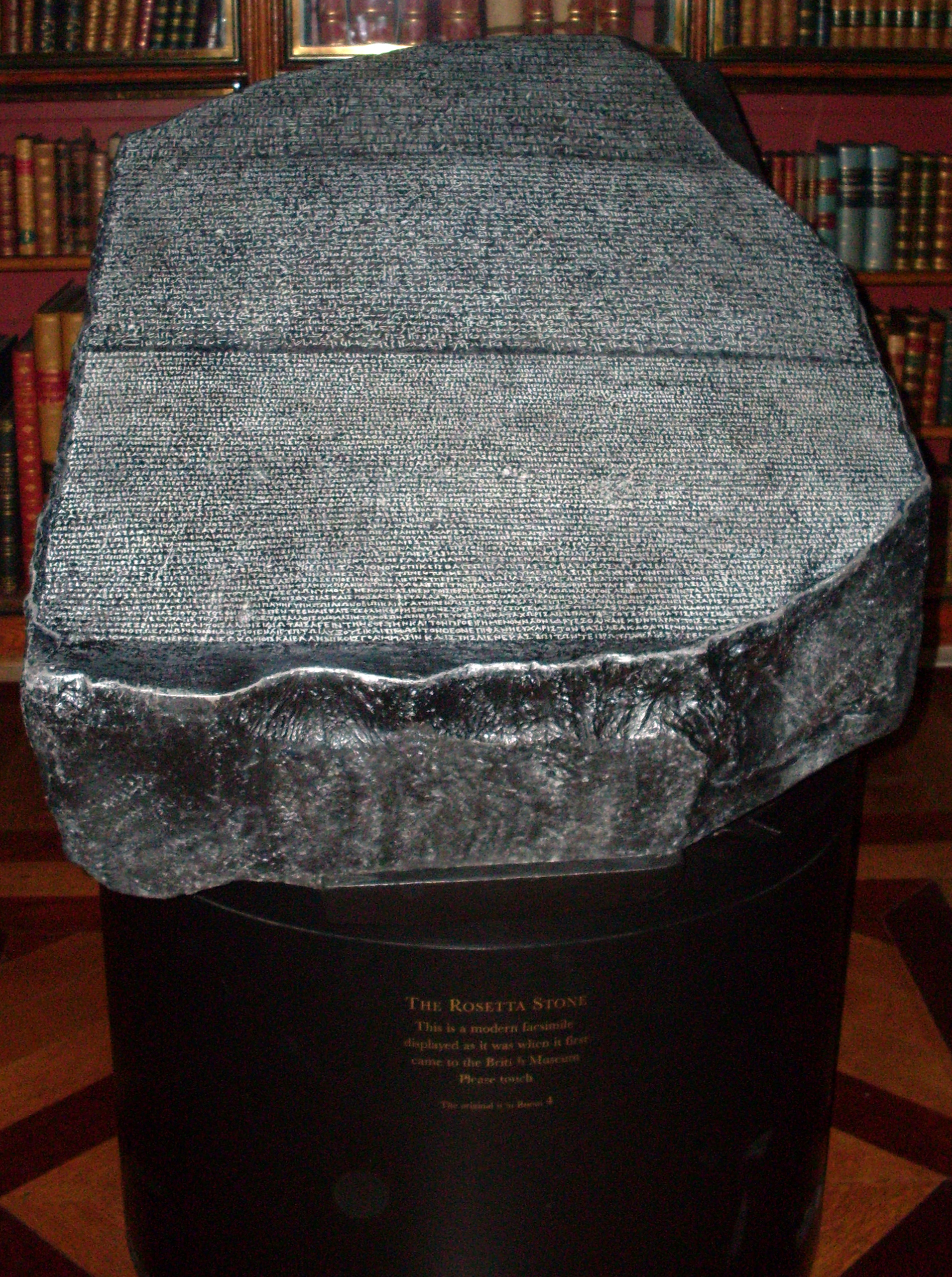
Kopie des Steins von Rosette in der King’s Library im British Museum mit der Farbe vor der Restaurierung 1999

Der Text wurde so verfasst, dass ihn drei Bevölkerungsgruppen lesen konnten: für die Priester auf Ägyptisch als Gottesworte in Hieroglyphen (14 erhaltene Zeilen), für die Beamten auf Ägyptisch in demotischer Briefschrift (32 Zeilen) und für die griechischen Herrscher über Ägypten auf Altgriechisch in griechischen Großbuchstaben (54 Zeilen).
Die Übersetzung des Inhalts hält sich, wenn möglich, immer an die Hieroglyphenvorlage. Es ergeben sich teilweise leichte Abweichungen gegenüber der griechischen Inschrift, da bestimmte Formulierungen im Hieroglyphentext vermieden wurden. Beispielsweise kennt der Hieroglyphentext keinen Titel „Pharao“, sondern nur die übliche Titulierung „König von Ober- und Unterägypten“. Fehlende Textpassagen in der Hieroglyphenversion wurden mit den Übersetzungen der erhaltenen anderen Versionen ergänzt.
Datierung und Einleitung

„1Im Jahr 9 am 4. Xanthikos, das ist als Monat der Ägypter der 18. Peret II (23. März 196 v. Chr.), des Jünglings, der als König von Ober- und Unterägypten auf dem Sitze seines Vaters erschienen ist. Er ist das lebendige Abbild des Amun und der Sohn des Re; von Ptah auserwählt. 2Als Aetos, Sohn des Aetos, Priester von Alexander, Ptolemaios I. und Berenike I., Ptolemaios II. und Arsinoë II., Ptolemaios III. und Berenike II. sowie des glänzenden gütigen Gottes Ptolemaios V. war; als 3Pyrra, Tochter des Philinios, die die Siegesgabe von Berenike I. trug sowie Areia, Tochter des Diogenes, 4der Trägerin des Korbes von Arsinoë I. und Irene, Tochter des Ptolemaios, Priesterin der Arsinoë I, die Vaterliebende, an diesem Tag wurde der Erlass gegeben, zu welchem die Lesonispriester und die anderen Priester, die aus den Tempeln Ägyptens zum Fest 5nach Memphis gekommen sind. Es ist das Fest vom Tag, als Ptolemaios V. das Fürstenamt aus der Hand seines Vaters empfangen hatte. Alle diese Priester verkündeten den Erlass.“

Der König als Wohltäter und Steuererleichterungen

„5Da Ptolemaios V., der glänzende gütige Gott, Sohn des Königs Ptolemaios IV.6und der Königin Arsinoë III., immer viel Gutes für die Tempel Ägyptens getan hat und sein Herz zu den Göttern freundlich war, hat er viel Silber und Getreide für die Tempel gegeben. Er ist ein Gott, der Sohn eines Gottes und einer Göttin. Er gleicht dem Horus, dem Sohn von Isis und Osiris. 7Er hat viel getan, um in Ägypten wieder Ruhe zu schaffen und die Tempel zu festigen. Er machte dem ganzen Heer Geschenke. Die Steuern und Abgaben, die noch anstanden, hat er vermindert oder erlassen. 8Die dem König zustehenden Restbeträge vom ägyptischen Volk hat er ebenfalls aufgehoben. Die eingesperrten Leute und die, auf denen schon lange Zeit eine Klage lastete, hat er freigesprochen.“

Vergünstigungen an Priesterschaft und Krieger

„8Was das Silber und das Getreide betrifft, was als Priestergehalt 9jährlich an ihre Tempel gegeben wird, bleiben diese Einkünfte auf Befehl des Ptolemaios V. erhalten. Er hat auch befohlen, dass die Reinigungspriester nicht höhere Priesterabgaben zu leisten hätten, als sie zu Zeiten seines Vaters geleistet haben. Er hat die Leute 10in den Tempelämtern von der jährlichen Fahrt zum Haus des Alexander befreit. Auch sollen keine Schiffer ausgehoben werden. Zwei Drittel der Lieferung an Königsleinen zum Haus des Pharaos wurden erlassen. 11Er hat sich darum gesorgt, dass man das für die Götter Übliche in richtiger Weise besorgte. Er hat für die Krieger, die heimkommen wollten, und die, die zwischenzeitlich andere Wege gingen, den Befehl gegeben, dass sie an ihre 12Orte zurückkehren sollen; ihre Habe bleibt ihnen erhalten. 17Außerdem erließ er bis zum neunten Regierungsjahr den Tempeln die Restschulden, die eine ansehnliche Summe aus Silber und Getreide ausmachten; gleiches Verfahren wurde für Differenzbeträge und Lieferleistungen veranlasst, die von den Tempeln noch nicht erbracht waren. Zusätzlich hat er die Weizenabgabe der Priester erlassen; 18ebenso die Weinabgabe aus dem Besitz der Weingärten.“

Schutz des Landes und Bezwingung der Rebellen von Lykopolis (Schekan)

„12Er hat dafür gesorgt, dass die Fußsoldaten, Reiterei und Schiffe gegen die Feinde Ägyptens loszogen, als sie gegen Ägypten Krieg führen wollten. Viel Silber und Getreide hat er deswegen ausgegeben. Er zog gegen die Stadt Schekan, 13die von Rebellen mit Anlagen befestigt war und große Mengen an Ausrüstungen sowie Waffen besaß. Er schloss diese Stadt und die Rebellen ein, die den Weg 14der göttlichen Gebote verlassen hatten, und dämmte die Flüsse für diesen Ort. Scharen von Fußsoldaten und der Reiterei belagerten Schekan. Im achten Jahr seiner Regierung war die Nilschwemme viel höher 15 und überschwemmte das sehr viel tiefer gelegene Land. Er nahm die Ortschaft mit Gewalt ein und besiegte die Feinde. Er gewann wie Re und Harsiese, die vor langen Zeiten auch an diesen Orten gesiegt hatten. 16Die Überwältigung der Rebellen konnte mit Hilfe der Götter von Memphis am Tag der Krönung vollzogen werden; sie (die Rebellen) wurden auf dem Holz hingerichtet.“

Fürsorge für heilige Tiere und Götterkult

„18Er hat mehr für den Apis- und Mnevis-Stier sowie für die anderen heiligen Tiere getan als seine Vorgänger. Er hat an den 19Ereignissen in ihren Tempeln und Festen sowie an den Brandopfern vor den Göttern teilgenommen. Die Riten hat er per Gesetz gefestigt. Viel Gold, Silber, Getreide und andere Dinge hat er gegeben. 20Tempel, Schreine, Altäre und andere Dinge hat er neu wiederherstellen lassen, denn er hat ein wohltätiges Götterherz. Er fragte nach den rechten Riten, um sie in gebührender Form zu erneuern. Als Gegengabe erhielt er von den Göttern Sieg, Kraft, Stärke, Heil 21und Gesundheit. Sein Amt als Pharao für ihn und seine Kinder sollen auf ewig bestehen bleiben.“

Priesterbeschluss zu Ehren des Königs und seiner Ahnen

„21Zum guten Ereignis: Es kam den Priestern in den Sinn, Ptolemaios V., den glänzenden, gütigen Gott, 22zusammen mit den Göttern, die in väterlicher Liebe veranlassten, dass er entstand, zu ehren. Gleiches soll auch den wohltätigen Göttern, die seine Eltern haben entstehen lassen, zusammen mit den Götter-Brüdern, die sie entstehen lassen haben, zuteil werden. Man soll in jedem Tempel ein tragbares Abbild von Ptolemaios V. erstellen und das Bildnis 23Ptolemaios-Retter-Ägyptens nennen. Er soll mit dem jeweiligen Ortsgott zu sehen sein, wie er Ptolemaios V. das Siegesschwert überreicht. Es soll nach ägyptischer Art geschehen und in jedem Tempel gut sichtbar sein. Und die Priester sollen dreimal täglich Dienst an den Bildnissen verrichten. 24Sie sollen das tun, was man rechtmäßig bei Festen und Prozessionen den anderen Göttern an den genannten Tagen zukommen lässt. In jedem Tempel soll zusätzlich das heilige Gottesauge von Ptolemaios V. zusammen mit dem goldenen Schrein aufgestellt werden, 25um ihn im Allerheiligsten bei den anderen Göttern wohnen zu lassen.“

Beschreibung des zu fertigenden Schreins für Ptolemaios V.

„25Um den Schrein für heute und immer kenntlich zu machen, soll man auf den Schrein zehn goldene Königskronen setzen, jede mit einer Uräusschlange, wie es für goldene Kronen 26rechtmäßig ist. In der Mitte der Kronen soll eine Doppelkrone sein, da mit ihr der König von Ober- und Unterägypten zu den Zeremonien in Memphis erschienen ist, als er rechtmäßig das Amt des Königs von Ober- und Unterägypten übernahm. Auch soll man auf die obere Seite (als Wappenpflanzen) einen 27Papyrus und eine Binse setzen. Darunter auf die östliche Seite eine Uräusschlange mit einem Korb auf einem Papyrus; das bedeutet: Der König von Ober- und Unterägypten hat beide Länder hell werden lassen.“

Feste zu Ehren des Königs

„27Früher wurde der 30. Schemu IV, 28der Geburtstag des Königs von Ober- und Unterägypten, als Erscheinungsfest in den Tempeln festgelegt. Die Geburt vom König ist der Anfang von allem Guten. Zu den guten Dingen zählt auch der Tag, an dem man ihm die Zeremonien der Übernahme des höchsten Amtes gemacht hat, dem 17. Achet II (22. November 197 v. Chr.). Darum sollen der 17. und 30. Tag in jedem Monat in allen Tempeln Festtage sein. Man soll an diesen zwei monatlichen Festen 29Brand- und Trankopfer darbringen. In den ersten fünf Tagen des ersten Achet-Monats soll in allen Tempeln ein Fest und eine Prozession für Ptolemaios V. stattfinden, bei denen Kränze getragen und 30Brand- und Trankopfer verrichtet werden. Die Priester in den einzelnen Tempeln Ägyptens soll man von nun an Priester des glänzenden gütigen Gottes nennen und man soll diesen Namen in alle Urkunden schreiben sowie auf ihre Ringe eingravieren lassen.“

Vervielfältigung des goldenen Schreins und Schlusserklärung

„31Wenn das Volk Ägyptens den goldenen Schrein von Ptolemaios V. alljährlich in den beschriebenen Prozessionen an ihren Wohnplätzen erscheinen lassen möchte, erhält es die Möglichkeit, eine Kopie des Goldschreins von Ptolemaios V. herzustellen. Denn es soll bekannt werden: Das Volk Ägyptens ehrt den glänzenden, gütigen Gott (Ptolemaios V.), 32so wie es rechtmäßig ist. Man soll den Erlass und die Befehle auf eine Stele von hartem Stein in der Schrift der Gottesworte, in Briefschrift und in griechischer Schrift schreiben. Die Stele soll man in den ersten, zweiten und dritten Tempeln neben dem Bild von Ptolemaios V. aufstellen.“

## Motive für das Dekret
Ptolemaios V. (210–180 v. Chr., Pharao 205–180 v. Chr.) erreichte die Unterstützung durch die Priesterschaft nur durch Zugeständnisse und erweiterte Privilegien an die Lesonis-Kaste. Dazu griff Ptolemaios V. in seinem neunten Regierungsjahr entscheidend in die Steuer- und Finanzwirtschaft ein und verzichtete auf die bis dahin ausstehenden Zahlungen der Tempel. Gleichzeitig reduzierte er die Abgaben an das Königshaus. Zusätzlich wurde den Priestern ihr alter Besitzstand gesichert und die alljährliche Reise zum Haus Alexandria nicht mehr als Pflicht auferlegt.
Die Priesterschaft war sich ihrer Bevorzugung bewusst, die zugleich eine deutliche Schwächung der ägyptischen Staatsmacht darstellte. Aufgrund dieser Situation dominieren als Ausgleich für die Zugeständnisse Lobesreden auf Ptolemaios V. die Ausführungen im Dekret. Die hervorgehobenen Leistungen des Pharaos symbolisierten jedoch die obligatorischen Pflichten eines Königs, die sowieso erbracht werden mussten.
Der Text der Inschrift stellt nicht eine Abschrift der Originalurkunde dar, da detaillierte Listen und Nennungen der betroffenen Tempel fehlen. Es handelt sich daher nur um einen knappen Ausschnitt, der klischeeartig Ehrungen aufzählt, die dem Pharao erwiesen werden sollen. Einmalig und einzigartig in der ägyptischen Geschichte ist die Deutlichkeit, mit der die aufgezwungenen Rechtsgeschäfte der Priesterschaft aufgeführt werden. Deutlich ist der Niedergang der ptolemäischen Wirtschaft zu beobachten. Demnach ist die Stele höchstwahrscheinlich in der Öffentlichkeit zur Information an die Allgemeinheit aufgestellt worden, ähnlich der heutigen Wahlplakate.

## Verwandte Themen
- Im Rosetta-Projekt sollen aktuelle Sprachen langzeitarchiviert werden.
- Die Raumsonde Rosetta wurde nach dem Stein von Rosetta benannt.
- Das Apple-Framework Rosetta zur Übersetzung von PowerPC zu x86 sowie x64 zu ARM wurde nach dem Stein von Rosetta benannt.